# Ghost Wars
Ghost Wars est une série télévisée américaine en treize épisodes de 42 minutes créée par Simon Barry et diffusée entre le 5 octobre 2017 et le 4 janvier 2018 sur Syfy et au Canada sur Netflix.
Cette série est inédite dans tous les pays francophones.

## Synopsis
En Alaska, Roman Mercer jeune homme tentant de refouler ses pouvoirs psychiques se voit contraint d'exploiter ses dons afin de pouvoir sauver sa ville, en proie à des attaques de forces paranormales.

## Fiche technique
- Titre : Ghost Wars
- Création : Simon Barry
- Réalisation :
- Production :
  - Production exécutive :
- Société de production :
- Pays d'origine :  États-Unis
- Langues originales : anglais

## Distribution

### Acteurs principaux
- Avan Jogia (VF : Julien Allouf) : Roman Mercer[2]
- Kim Coates (VF : Gabriel Le Doze) : Billy McGrath[2]
- Kandyse McClure (VF : Fily Keita) : Dr Landis Barker[3]
- Vincent D'Onofrio (VF : Thierry Buisson) : Père Dan Carpenter[2]
- Meat Loaf (VF : Achille Orsoni) : Doug Rennie[2]

### Acteurs récurrents
- Elise Gatien (VF : Julia Boutteville) : Maggie Renni
- Jesse Moss (VF : François Santucci) : Sheriff Norman « Norm » Waters
- Andrew Moxham : Paolo Jones
- Sonja Bennett (en) (VF : Chloé Berthier) : Karla Kowalski-Jones
- Luvia Petersen (en) (VF : Chantal Baroin) : Valerie « Val » McGrath-Dufresne
- Sarah Giles (VF : Caroline Combes) : Abigail McGrath-Dufresne
- Allison James : Isabel McGrath-Dufresne
- Kristin Lehman (VF : Dominique Vallée) : Marilyn McGrath-Dufresne[2]
- Veena Sood (en) : Nadine Mercer
- Sharon Taylor (VF : Laurence Charpentier) : Sophia Moon
- Kathryn Kirkpatrick (VF : Anne Plumet) : Caro

- Version française
  - Société de doublage : BTI Studio
  - Direction artistique : Franck Louis
  - Adaptation des dialogues : Yannick Ladroyes, Virginie Bocher, Coco Carré, Cyrielle Roussi

 Source et légende : version française (VF) sur RS Doublage

## Production
Le 21 avril 2018, la série est annulée.

## Épisodes
1. Death's Door
2. The Curse of Copperhead Road
3. The Ghost in the Machine
4. The Exorcism of Marcus Moon
5. Whatever Happened to Maggie Rennie
6. We Need to Talk About Abigail
7. Whistle Past the Graveyard
8. Two Graves
9. Post-Apocalypse Now
10. The Pain Connection
11. The Feast
12. There's No More Room in Hell
13. …My Soul to Keep